# Jours fériés en Guinée
La Guinée a 12 fêtes nationales (fêtes religieuses et civiles) célébrées en République de Guinée, légalement définies par le code du travail.
un pays d'Afrique de l'Ouest. Les employés doivent bénéficier d'un jour de congé payé ou d'un autre jour de congé tenant lieu de salaire.

## Jours fériés 2023[3]
| Date                               | nom en français                                | La description                                      |  |
| ---------------------------------- | ---------------------------------------------- | --------------------------------------------------- |  |
| Dimanche 1 Janvier                 | lendemain du jour de l'An                      |                                                     |  |
| Lundi 10 Avril                     | Le lundi de Pâques                             |                                                     |  |
| Lundi 17 Avril (*) Rabi' al-awwal  | Lendemain de la nuit de Laylatoul Qadr Mouloud | L'anniversaire du prophète Mahomet                  |  |
| Vendredi 21 Avril (*) chawal       | Korité                                         | Fête religieuse marquant la fin du mois de Ramadan  |  |
| Lundi 1 mai                        | Fête du travail                                |                                                     |  |
| Jeudi 25 mai                       | Journée de l'Afrique                           |                                                     |  |
| Mercredi 28 juin (*) Dhu al-Hijjah | Tabaski                                        | Fête du Sacrifice                                   |  |
| Mardi 15 août                      | Assomption de Marie                            |                                                     |  |
| Mercredi 27 Septembre (*)          | Lendemain de la nuit de Maouloud               |                                                     |  |
| Lundi 2 octobre                    | Le jour de l'indépendance                      | Proclamation de l'indépendance de la France en 1958 |  |
| Lundi 25 décembre                  | le jour de Noël                                | Naissance de Jésus                                  |  |

## Anciens jours fériés
| Date         | nom en français               | La description                                                                     | Début | Fin | Motif de fin |
| ------------ | ----------------------------- | ---------------------------------------------------------------------------------- | ----- | --- | ------------ |
| 3 avril      | Jour de la Seconde République | A la prise de pouvoir par l'armée, à la suite du décès d'Ahmed Sékou Touré en 1984 |       |     |              |
| 1er novembre | Toussaint                     |                                                                                    |       |     |              |

## Fêtes non fériées

### Fêtes civiles
Février
- 14 février : fête des amoureux, jour de la Saint-Valentin

Mars
- Journée internationale des droits des femmes : 8 mars

Juin
- 21 juin : fête de la musique

Septembre
- 28 septembre : fête du Non au référendum constitutionnelle français de 1958